# 弗洛里-哈金斯溶液理论
弗洛里－哈金斯溶液理论（英語：Flory-Huggins solution theory）是保罗·弗洛里（Paul Flory）和莫里斯·洛伊尔·哈金斯提出的一个描述高分子与溶剂混合时体系自由能变化的数学模型。这一模型基于几条简单而理想化的假设，将高分子溶液体系考虑为“似晶格”体系，考虑了高分子和溶剂分子在尺寸上的很大区别对混合熵变的影响和高分子之间与高分子-溶剂之间作用力不同对混合时内能变化的影响。'弗洛里－哈金斯溶液理论具有简洁的形式，能较好地与试验结果吻合。
按照该理论，在一定温度下，高分子和溶剂分子混合时的亥姆霍兹自由能变化等于：
{\displaystyle \Delta F_{m}=RT[\,n_{1}\ln \phi _{1}+n_{2}\ln \phi _{2}+n_{1}\phi _{2}\chi _{12}\,]\,}
等式左边的{\displaystyle \Delta F_{m}}指的是高分子和溶剂混合后的体系亥姆霍兹自由能和纯组分的亥姆霍兹自由能总和的差值，有的文献或教材则写作吉布斯能的差值。等式右边的摩尔数{\displaystyle n_{1}}和{\displaystyle \phi _{1}}指的是溶剂的摩尔数和体积分数，而{\displaystyle n_{2}}和{\displaystyle \phi _{2}}分别指的是高分子的摩尔数和体积分数，参数{\displaystyle \chi }是描述高分子和溶剂作用的参数，{\displaystyle R}是气体常数，{\displaystyle T}是热力学温度。

## 高分子溶液与理想溶液的偏差
根据亥姆霍兹函数的定义
{\displaystyle \Delta F_{M}=\Delta U_{M}-T\Delta S_{M}\,}
对于高分子溶液而言，其混合过程中的内能变化{\displaystyle \Delta U_{M}}和混合熵变{\displaystyle \Delta S_{M}}，均与理想溶液的有所不同。
- 混合内能变化方面：理想溶液中溶剂分子间、溶质和溶剂分子间以及溶质分子之间的作用力均相等，故混合时内能变化=0，但高分子之间、高分子和溶剂之间的作用均不等于溶剂分子之间的作用，混合时内能变化并不等于零。
- 混合熵变方面：高分子是由很多重复单元组成的长链分子，其重复单元又有不同的构象，导致了高分子可以采取的排列方式远比同样分子数的小分子可以采取的排列方式要多，这使得混合熵变大大增加。

可见，适用于理想溶液的公式不足以描述高分子溶液的性质

## 似晶格模型

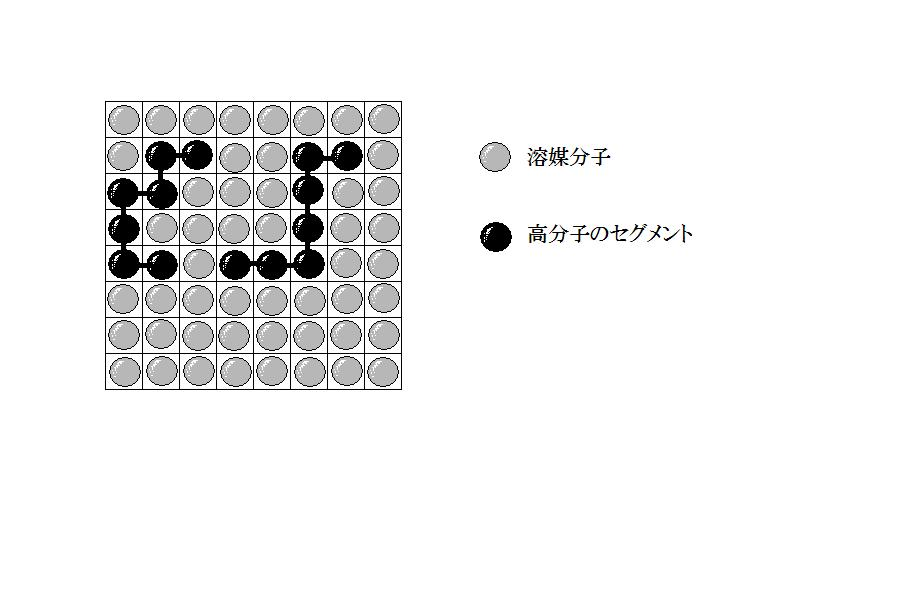
似晶格模型示意图，其中每个黑色球代表高分子链的一个链段，每个白色球则代表一个溶剂分子

1930年代末，爱德华·古根海姆（Edward A. Guggenheim）等人开始将溶液考虑成类似晶格的状况。1941年6月，保罗·弗洛里参加了康奈尔大学的一次学术报告会，哈金斯在会上作了关于高分子溶液性质的报告，正在研究非线性分子凝胶点等性质的弗洛里和哈金斯进行了交流，两人建立了终生的友谊。不久之后两人分别发表了文章提出了高分子溶液的“似晶格”模型，这个模型有以下三点假定：
- 溶液中分子的排列和晶体一样，是规整的晶格排列，每个溶剂分子占一个格子，每个高分子占x个相连的格子，此处的x是高分子链所具有的链段数，且每个链段和溶剂分子体积近似相等，但x不一定等于聚合度。
- 高分子链是完全柔顺的，所有构象具有相同的能量。
- 溶液中的高分子链段是均匀分布的，链段占据任一格子的几率相等[5]。

## 推导

### 混合熵的表达式
首先计算混合所带来的熵变。根据统计热力学里的玻尔兹曼熵公式
{\displaystyle S=k\ln \Omega }
此处的{\displaystyle k}是玻尔兹曼常数，{\displaystyle \Omega }为{\displaystyle N_{1}}个溶剂分子和{\displaystyle N_{2}}个高分子组成的溶液的微观状态数，等于在{\displaystyle N=N_{1}+xN_{2}}个格子里放置{\displaystyle N_{1}}个溶剂分子和{\displaystyle N_{2}}个高分子的排列方法的总数。
假定已经有j个高分子被无规地放进晶格里了，则还剩下(N-xj)个空格，则首先计算第j+1个高分子放入这些空格中的放置方法数目。当该高分子的第一个链段放置进晶格里之后，根据链段分布均匀的假定，其附近的平均空着的晶格数与晶格的配位数Z成正比，还和该格子未被高分子的链段占据的{\displaystyle {\frac {N-xj-1}{N}}}平均概率成正比，所以第二个链段的放置方法为{\displaystyle {\frac {Z(N-xj-1)}{N}}}。通过概率计算，可以得到排列方法的总数{\displaystyle \Omega ={\frac {N!}{N_{2}!(N-xN_{2})!}}\times \left({\frac {Z-1}{N}}\right)^{(x-1)N_{2}}}。
通过玻尔兹曼熵公式和斯特林公式，可以得到：
{\displaystyle \Delta S_{M}=-k[\,N_{1}\ln(N_{1}/N)+N_{2}\ln(xN_{2}/N)\,]\,}
如用体积分数表示的话
{\displaystyle \phi _{1}=N_{1}/N\,}
{\displaystyle \phi _{2}=xN_{2}/N\,}
{\displaystyle \Delta S_{M}=-k[\,N_{1}\ln \phi _{1}+N_{2}\ln \phi _{2}\,]\,}
这一等式和理想溶液的混合熵：
{\displaystyle \Delta S_{M}=-k[\,N_{1}\ln(X_{1})+N_{2}\ln(X_{2})\,]\,}
形式相似，唯一的区别是用体积分数代替了摩尔分数。由于高分子在溶液中既比同样个数的小分子大很多，所以求得的混合熵远比用摩尔分数求得的要大；而高分子的链段间又彼此连接，起不到x个小分子的作用，所以其混合熵又比{\displaystyle xN_{2}}个小分子与N个溶剂分子混合时要小。

### 混合内能变化的表达式
在高分子的溶液体系中有三种作用，令其中链段与链段的结合能为{\displaystyle w_{22}}，链段与溶剂的结合能为{\displaystyle w_{12}}、溶剂与溶剂之间的结合能为{\displaystyle w_{11}}。则生成一对链段-溶剂时的结合能等于
{\displaystyle \Delta w=w_{12}-{\begin{matrix}{\frac {1}{2}}\end{matrix}}(w_{22}+w_{11})\,}
同样考虑各自被溶剂占据的概率之后，溶液中所有的链段-溶剂作用的总对数为：
{\displaystyle P_{12}=(Z-2)x\phi _{1}N_{2}=(Z-2)N_{1}\phi _{2}\,}
这里的{\displaystyle Z}指的是配位数，即某个晶格附近最近的晶格位置。
于是，高分子和溶剂的混合内能变化等于：
{\displaystyle \Delta U_{M}=(Z-2)N_{1}\phi _{2}\Delta w\,}
高分子和溶液的相互作用参数定义为:{\displaystyle \chi _{12}=(Z-2)\Delta w/kT\,}，被称为高分子-溶剂的相互作用参数，简称相互作用参数，这一参数反映了高分子与溶剂混合时发生的自由能变化，且只与溶剂和溶质的自身性质有关，于是内能变化等于
{\displaystyle \Delta U_{M}=kT\chi _{12}N_{1}\phi _{2}\,}
将混合熵变和内能变化的表示式代入亥姆霍兹自由能的定义式，就得到了弗洛里-哈金斯公式
{\displaystyle \Delta F_{m}=RT[\,n_{1}\ln \phi _{1}+n_{2}\ln \phi _{2}+n_{1}\phi _{2}\chi _{12}\,]\,}，有的文献与教科书认为混合内能变化近似等于混合焓变，使用{\displaystyle \Delta H_{M}}代替{\displaystyle \Delta U_{M}}即得到吉布斯能变的表达式。

## 相互作用参数的测量与估算
相互作用参数可以通过表征高分子和溶剂作用的溶度参数进行估算
{\displaystyle \chi _{12}=V_{seg}(\delta _{a}-\delta _{b})^{2}/RT\,}
这里的{\displaystyle V_{seg}}是高分子链的一个链段的真实体积，而{\displaystyle \delta _{a}}和{\displaystyle \delta _{b}}分别指高分子和溶剂的溶度参数。
如需实际测量相互作用参数，则可以借助于蒸气压或渗透压的测量。弗洛里－哈金斯溶液理论给出了混合自由能变和体积分数的关系，溶质和溶剂的化学势变化可通过自由能变求出，而对于稀溶液，溶剂的化学势变化与蒸汽压变化具有以下关系
{\displaystyle \Delta \mu _{1}=RT\ln {\frac {p_{1}}{p_{1}^{0}}}}
所以
{\displaystyle RT\ln {\frac {p_{1}}{p_{1}^{0}}}=\Delta \mu _{1}=RT[\ln(1-\phi _{2})+(1-{\frac {1}{x}})\phi _{2}+\chi \phi _{2}^{2}]}
可以通过高分子的稀溶液的蒸汽压p1和纯溶剂的蒸汽压的测量求得相互作用参数，或通过测量渗透压，通过第二维利系数求得。

## 不足
弗洛里-哈金斯理论没有考虑高分子链折叠带来的熵，实际上当晶态高分子溶解时，其结晶结构会发生变化；即使是无定形的高分子，分子链的构象也会发生变化，这些变化都会带来附加的熵和能量的变化，而高分子在溶液中的实际分布也并非均一。弗洛里和克雷格鲍姆（W.R.Krigbaum）之后发展了弗洛里-克雷格鲍姆理论，将高分子链段在溶液中的分布描述为高分子质心为中心的正态分布，所得到的模型更接近试验结果